# Trasporti nel Principato di Monaco
Sebbene sia uno degli stati più piccoli del mondo, il Principato di Monaco ha un'efficiente rete stradale, una stazione ferroviaria, due porti ed un eliporto.

## Sistema ferroviario

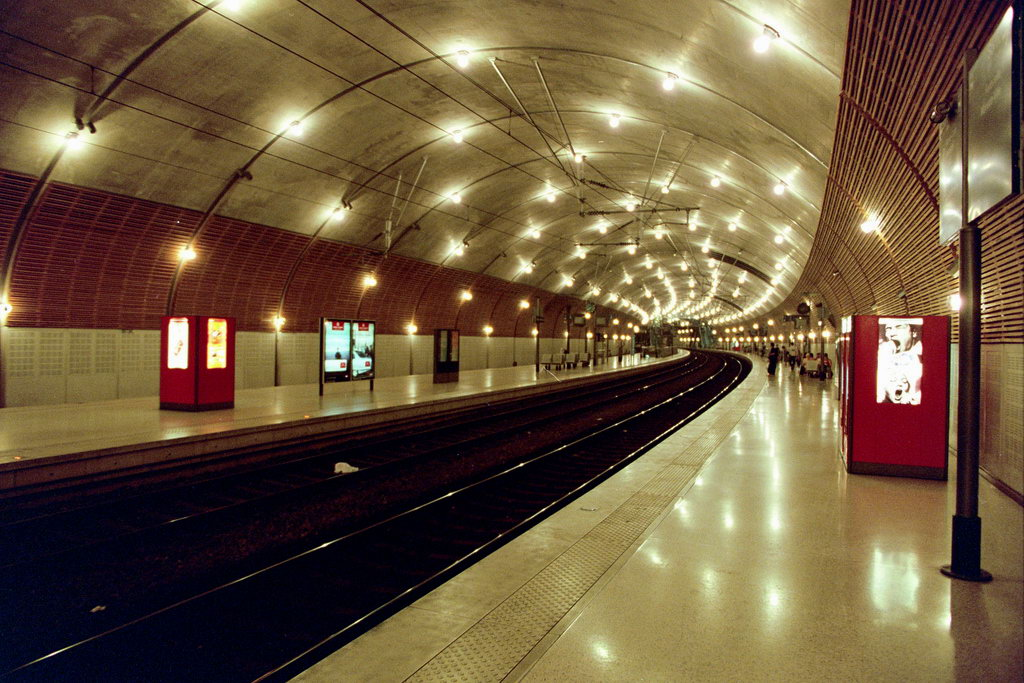
Stazione di Monaco - Monte Carlo

La linea Marsiglia-Mentone-Ventimiglia attraversa il Principato di Monaco per 1,7 km.
All'interno del Principato è presente anche un'unica stazione ferroviaria, quella di Monte Carlo, inaugurata nel 1999.
Il Principato di Monaco non ha una compagnia ferroviaria propria e i treni che transitano per la rete monegasca, sono gestiti dalla SNCF, la società nazionale delle ferrovie francesi.

## Sistema stradale
Secondo le stime del 1996, la rete si sviluppa per un totale di 50 km, tutti completamente asfaltati.

### Trasporto pubblico
Nel Principato ci sono 5 linee di autobus per il trasporto pubblico urbano con 143 fermate, gestito da Compagnie des Autobus de Monaco.
- Linea 1: Monaco Vecchia, Monte Carlo, Saint Roman e ritorno
- Linea 2: Monaco Vecchia, Monte Carlo, giardino esotico e ritorno
- Linea 4: Stazione ferroviaria, Monte Carlo, spiaggia di Larvotto e ritorno
- Linea 5: Stazione ferroviaria, Fontvieille, ospedale e ritorno
- Linea 6: Spiaggia di Larvotto, Fontvieille e ritorno

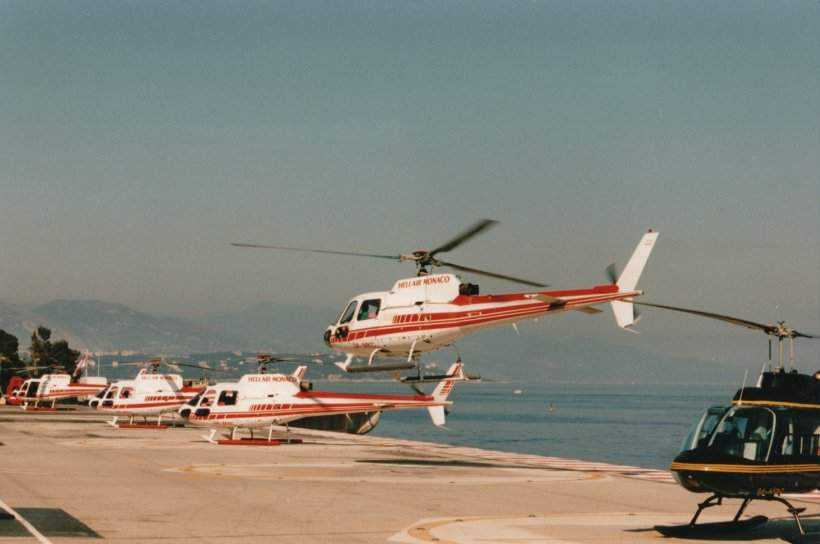
Eliporto

## Porti
A Monaco vi sono due porti: l'originario Porto d'Ercole e quello più recente, realizzato a Fontvieille.

## Aeroporti
Date le dimensioni del Principato, non è presente alcun aeroporto, tuttavia esiste un piccolo eliporto.
L'aeroporto più vicino è quello di Nizza.